# Christine Féret-Fleury

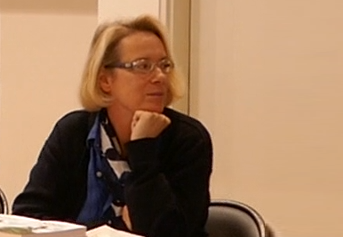
Christine Féret-Fleury (2016)

Christine Féret-Fleury (geboren 1961) ist eine französische Schriftstellerin.

## Leben
Christine Féret-Fleury studierte Literatur und arbeitete danach an der Universität. Sie ging dann als Lektorin zum Verlag Gallimard, wo sie die Collection Frontières betreute. Im Jahr 1996 erschien ihr erstes Kinderbuch
Le Petit Tamour. Zusammen mit Geneviève Lecourtier schrieb sie ab 2003 die Kinderheftserie En Selle !. Sie schreibt auch in Zusammenarbeit mit ihrer Tochter Madeleine Féret-Fleury. Ihr erster Roman Les vagues sont douces comme des tigre wurde 1999 für den prix Antigone nominiert.

## Werke (Auswahl)
Romane
- Les vagues sont douces comme des tigres. Arléa, 1999 (prix Antigone)
- Dans le miroir. Frontières/Gallimard, 2000
- L’Évier. Arléa, 2001
- Sept Péchés. Arléa, 2003
- Serial Blogger. Hachette, 2009
- La fille qui lisait dans le métro. Paris : Editions Denoël, 2017
  - Das Mädchen, das in der Metro las : Roman. Übersetzung Sylvia Spatz. Köln : DuMont, 2017

Anthologien
- Gourmets et gourmands, 1997, Gallimard, 1997
- mit Christian Biet, Sylvie Florian-Pouilloux: Premier amour, première rencontre, 1997, Gallimard, 1997
- De vie à trépas, 1997, Gallimard, 1997
- mit Anne de Bascher: Exploratrices et aventurières, 1998, Gallimard, 1998

Kinder- und Jugendbücher
- Le Petit Tamour. Père Castor/Flammarion, 1996
- mit Régine Detambel: Premier Galop. Gallimard Jeunesse, 1999
- Moi, j’aime pas Halloween. Gallimard Jeunesse, 2000
- Fées, fantômes, farfadets. Gallimard Jeunesse, 2000
- Le Prince Grenouille. KidPocket, 2001
- Baisse pas les bras, papa !. Père Castor/Flammarion, 2001
- Le plus grand chapeau du monde. KidPocket, 2002
- mit Jean-Guillaume Féret: Le Coffre hanté. KidPocket, 2002
- Le Dormeur du Val. Père Castor/Flammarion, 2002
- L’Apocalypse est pour demain. Père Castor/Flammarion, 2002
- L’Assassin est sur son trente et un. Père, 2003 Castor/Flammarion.
- Certains l’aiment froid. Père Castor/Flammarion, 2003
- mit Geneviève Lecourtier: Le Démon de la vague. Père Castor/Flammarion, 2003
- La Tour du silence. Père Castor/Flammarion, 2003
- Chaân la rebelle. Flammarion, 2003 (Prix Lecteurs en Herbe und  prix Ruralivres 2005).
- La Caverne des trois soleils. Flammarion, 2004 (prix des Collégiens du Doubs).
- La Montagne du destin. Flammarion, 2004
- La Marmotte a disparu. Père Castor/Flammarion, 2004
- Un cheval en danger. Père Castor/Flammarion, 2004
- Qui a peur du loup ? Père Castor/Flammarion, 2005
- Sauvons les oiseaux ! Père Castor/Flammarion, 2005
- Le Chamois blessé. Père Castor/Flammarion, 2005
- Le Poney sauvage. Père Castor/Flammarion, 2006
- Un aigle dans la neige. Père Castor/Flammarion, 2006
- L’Ourson perdu. Père Castor/Flammarion, 2007
- S.O.S. Titanic : journal de Julia Facchini, 1912. Gallimard, 2005
- mit Geneviève Lecourtier: Contes d’Indonésie, les aventures du Kanchil. Père, 2005
- J’ai suivi la Ligne bleue. Le Rouergue, 2005 (prix Ruralivres).
- Le Temps des cerises. Gallimard, 2006
- Cendrillon. Gallimard Jeunesse, 2006
- L’Appel du Templier. Gallimard Jeunesse, 2007
- Une nuit. Motus, 2007
- mit Madeleine Féret-Fleury: Atlantis: L'héritière. Hachette, 2008
- mit Madeleine Féret-Fleury: Atlantis: La Reine Noire. Hachette Jeunesse, 2009
- mit Madeleine Féret-Fleury: Atlantis : Le Maître des miroirs. Hachette Jeunesse, 2010
- Les cendres de Pompéi. Gallimard Jeunesse, 2010
- Au bois dormant. Paris : Hachette, 2014
  - Dornröschentod. Übersetzung Ilse Rothfuss. Ravensburg : Ravensburger Buchverlag, 2016

En Selle !
- Le poulain des Garrigues. Pocket, 2003
- Forcer sa chance. Pocket, 2003
- Le Cavalier de la nuit. Pocket, 2003
- Tempête sur le club. Pocket, 2003
- Jessica à la rescousse. Pocket, 2004
- Tao en danger. Pocket, 2004
- Balade en Camargue. Pocket, 2004
- Alerte au feu. Pocket, 2004
- Erreur de parcours. Pocket, 2005
- Le Silence de Jasmine. Pocket, 2005
- Arlequin l’indomptable. Pocket, 2005
- Tous en scène. Pocket, 2005
- Il faut sauver Monte-Cristo ! Pocket, 2006
- Volte-face. Pocket, 2006
- Le Secret du berger. Pocket, 2006
- L’Ennemi sans visage, 2006, Pocket, 2006
- Sur les traces du loup bleu. Pocket, 2007
- Mystère au Cadre noir. Pocket, 2007
- Des chevaux dans la neige. Pocket, 2007
- Rêves de gloire. Pocket, 2008
- L’Été de Charlotte. Pocket, 2006
- Je ne trouve pas le sommeil. Père Castor/Flammarion, 2006
- @moureuse.com. Pocket, 2007